# Brfxxccxxmnpcccclllmmnprxvclmnckssqlbb11116
Brfxxccxxmnpcccclllmmnprxvclmnckssqlbb11116 (wymowa: Albin) – imię, które w maju 1996 Elizabeth Hallin i Lasse Diding, szwedzcy rodzice, próbowali nadać swojemu, urodzonemu w 1991 dziecku.
Rodzice planowali nigdy nie nadać mu imienia w akcie protestu przeciwko ścisłym regułom nadawania imion dzieciom, ustalonym przez szwedzki rząd. Rodzice w tym kraju mogą wybrać z listy jedno z tysiąca imion, a ci, którym nie odpowiadają imiona z listy i chcą nazwać dziecko inaczej, muszą złożyć wniosek o przyznanie wybranego przez nich imienia lub zgłosić sprawę do sądu. Od około 2000 reguły zostały nieco rozluźnione, lecz wciąż są bardzo surowe, w porównaniu z obowiązującymi w pozostałych krajach Europy: opowiadanie się za nieistniejącym imieniem wciąż wymaga wystosowania petycji.
Sąd okręgowy w Halmstad (południowa Szwecja) nałożył na rodziców grzywnę 5000 koron (równowartość 550 euro) za niezarejestrowanie imienia chłopca przed jego piątymi urodzinami. W reakcji na karę rodzice zaproponowali liczące czterdzieści trzy znaki imię, wymawiane jako Albin, twierdząc, że jest ono „znaczącym, ekspresyjnym osiągnięciem, które postrzegają jako wytwór artystyczny”. Zasugerowali, że imię jest rozumiane w duchu ’patafizyki. Sąd odrzucił imię i podtrzymał grzywnę.
Rodzice próbowali wtedy zmienić imię dziecka na A (też wymawiane jak Albin). Sąd ponownie nie zaakceptował tego rozwiązania, gdyż w Szwecji zabronione jest posiadanie jednoliterowego imienia.